# Волобуєв Євген Всеволодович
Євген Всеволодович Волобуєв (17 (30) липня 1912 — 2 лютого 2002)— український художник, заслужений діяч мистецтв УРСР (1963), Народний художник України (1994).

## Життєпис
Народився в селі с. Варварівка, Харківська губернія. Дитинство пройшло в місті Льгов, (нині Курська область, Росія). В Льгові опановував художню майстерність під керівництвом місцевого художника
Н. Н. Аршинова. Аршинов був знайомим з Костянтином Коровіним, Володимиром Маяковським, тому став для Волобуєва художнім авторитетом надовго.
В період 1928—1931 рр. навчався в Харківському художньому технікумі. в 1931—1934 роках студент Харківського художнього інституту, серед його вчителів Михайло Козик, Михайло Шаронов, С. Прохоров. У 1940-му він випускник Київського художнього інституті, (майстерня Ф. Г. Кричевського и Д. Н. Шавикіна). Сам був два роки викладачем в Харківському художньому технікумі, але був демобілізований до лав Червоної армії 1940 року.

Могила Євгена Волобуєва та його дружини, Байкове кладовище

Брав участь в перших трагічних боях на Західному Фронті в складі 660 стрілецького полку. В червні 1942 року потрапив в полон, до кінця війни вимушено перебував в фашистських таборах військовополонених, частку терміну працював батраком в маєтку латвійського поміщика. 1945 року, по визволенню з табору військовополонених, переведений у штрафний батальйон. Демобілізований з армії і кінці 1945 р. Пізніше мав нагороду — медаль «За перемогу над Німеччиною». По війні оселився в місті Києві, де його дочекалась дружина — Олена Яблонська. Мав дозвіл на викладання в художній школі, але на початку 1950 цілком перейшов на творчу діяльність.
Помер на 90-му році життя 2 лютого 2002 року. Похований разом з дружиною на Байковому кладовищі (ділянка № 49а).

### Родина
Дружина — Олена Яблонська, сестра Тетяни Яблонської. Діти — син Євген, донька — Наталя.

## Творчість

### Вибрані твори
- «По полудні», 1947
- «Весною», 1949
- «Ранок», 1954
- «Після війни. Світло у вікнах», 1955
- «Телята», 1955
- «Спека ввечері», 1956
- «На фермі», 1957
- «Сніг на вулиці Філатова», 1958
- «На Дніпрі», 1960
- «Бесіда», 1957
- «В минулому»
- «Двоє», 1962
- «Черемха», натюрморт
- «З вікна майстерні», 1964
- «В партизанському краї», 1965

### Персональні виставки
- Виставка дипломних робіт студентів Київського художнього інституту, 1939
- Колективна виставка (Т. Яблонська, В. Бородай, Є. Волобуєв, М. Глущенко, Г. Якутович) Баку, Одеса, Кишинів, Рига, Ленінград, Мінськ, 1967, 1968
- Персональна виставка, Київ, 1968
- Персональна виставка, Льгов, 1972
- Персональна виставка, Київ, 1974
- Персональна виставка, Москва, 1976
- Персональні виставки в Національному Музеї Українського мистецтва, Київ, 1993, 1997, 1999, 2003